# Mysterious Mr. Parkes
Mysterious Mr. Parkes o L'Énigmatique Monsieur Parkes è un film del 1930 diretto dal regista Louis J. Gasnier. Girato in francese per la Paramount, il film uscì nelle sale USA il 30 agosto 1930 e in Francia il 17 ottobre dello stesso anno.